# Drowning in the Sea, Rising with the Sun
Drowning in the Sea, Rising with the Sun is het vierde verzamelalbum van de Amerikaanse punkband Swingin' Utters. Het album bevat populaire nummers en niet eerder uitgegeven muziek. Het werd uitgegeven via het platenlabel Fat Wreck Chords op 8 december 2017 op cd en dubbel-lp.

## Nummers
| 1. "Don't Ask Why" - 2:11 2. "As You Start Leaving" - 2:47 3. "No Eager Men" - 2:45 4. "Nowhere Fast" - 1:54 5. "Tell Them Told You So" - 2:32 6. "Five Lessons Learned" - 1:57 7. "Taking the Long Way" - 2:00 8. "My Glass House" - 3:27 9. "London Drunk" - 2:03 10. "Tied Down, Spit On" - 1:19 11. "Pills & Smoke" - 2:35 12. "Tell Me Lies" - 2:11 13. "The Librarians Are Hiding Something" - 1:59 14. "Fifteenth & T" - 2:14 15. "Brand New Lungs" - 2:41 16. "Beached Sailor" - 2:10 17. "End of the Weak" - 3:27 | 1. "Kick It Over" - 2:31 2. "Mother of the Mad" - 2:00 3. "Glad" - 2:11 4. "Strongman" - 2:13 5. "Windspitting Punk" - 2:15 6. "From the Observatory" - 2:45 7. "Teenage Genocide" - 1:40 8. "Alice" - 2:02 9. "All That I Can Give" - 2:24 10. "Stupid Lullabies" - 2:19 11. "Fistful of Hollow" - 1:37 12. "A Promise to Distinction" - 2:09 13. "The Next in Line" - 3:35 14. "Stuck in a Circle" - 2:14 15. "Fruitless Fortunes" - 2:50 16. "Catastrophe" - 4:42 |